# Supercoupe de Belgique de football 2022
 (juillet 2022).
Si vous disposez d'ouvrages ou d'articles de référence ou si vous connaissez des sites web de qualité traitant du thème abordé ici, merci de compléter l'article en donnant les références utiles à sa vérifiabilité et en les liant à la section « Notes et références ».
La Supercoupe de Belgique 2022 est un match de football qui a lieu le 17 juillet 2022 entre le FC Bruges, le vainqueur du Championnat de Belgique de football 2021-2022, et La Gantoise, le vainqueur de la Coupe de Belgique de football 2021-2022. Le Club de Bruges dispute sa 20e Super Coupe de Belgique, remportant déjà 16 des 19 éditions précédentes. Gand n'apparaît que pour la quatrième fois, gagnant une fois auparavant, contre le Club de Bruges en 2015.

## Match

### Détails
| 17 juillet 2022 | Club Bruges | 1 - 0   | KAA La Gantoise | Stade Jan-Breydel, Bruges                        |                                                  |
| 18h00 (UTC+2)   | Olsen 39e   | (1 - 0) |                 | Spectateurs : 18 166 Arbitrage : Erik Lambrechts | Spectateurs : 18 166 Arbitrage : Erik Lambrechts |
| 18h00 (UTC+2)   | Rapport     |         |                 | Spectateurs : 18 166 Arbitrage : Erik Lambrechts | Spectateurs : 18 166 Arbitrage : Erik Lambrechts |

| Club Bruges :  |    |                        |
|                |    |                        |
| Gardien de but | 22 | Simon Mignolet         |
| D              | 77 | Clinton Mata           |
| D              | 44 | Brandon Mechele        |
| D              | 72 | Noah Mbamba 66e        |
| D              | 14 | Bjorn Meijer 72e 83e   |
| M              | 25 | Ruud Vormer            |
| M              | 20 | Hans Vanaken           |
| M              | 8  | Owen Otasowie 59e      |
| A              | 10 | Noa Lang               |
| A              | 7  | Andreas Skov Olsen 60e |
| A              | 9  | Ferran Jutglà 58e 66e  |
| Remplaçants :  |    |                        |
| D              | 6  | Denis Odoi 59e         |
| A              | 11 | Cyle Larin 66e         |
| M              | 19 | Kamal Sowah 83e        |
| A              | 32 | Antonio Nusa 60e       |
| M              | 89 | Lynnt Audoor 66e       |
| A              | 90 | Charles De Ketelaere   |
| Gardien de but | 91 | Senne Lammens          |
| Coach:         |    |                        |
| Carl Hoefkens  |    |                        |

| KAA La Gantoise :   |    |                            |
|                     |    |                            |
| Gardien de but      | 33 | Davy Roef                  |
| D                   | 5  | Michael Ngadeu-Ngadjui 52e |
| D                   | 25 | Nurio Fortuna 90+2e        |
| D                   | 21 | Andreas Hanche-Olsen 76e   |
| D                   | 14 | Alessio Castro-Montes 46e  |
| D                   | 2  | Joseph Okumu               |
| M                   | 24 | Sven Kums 90+5e            |
| M                   | 17 | Andrew Hjulsager 84e       |
| M                   | 18 | Matisse Samoise 90+4e      |
| A                   | 34 | Tarik Tissoudali           |
| A                   | 11 | Hugo Cuypers               |
| Remplaçants :       |    |                            |
| A                   | 9  | Darko Lemajić 84e          |
| A                   | 12 | Noah De Ridder             |
| D                   | 22 | Sulayman Marreh 46e        |
| M                   | 23 | Malick Fofana 90+5e        |
| M                   | 28 | Robbie Van Hauter          |
| Gardien de but      | 30 | Celestin De Schrevel 75e   |
| D                   | 31 | Bruno Godeau               |
| Coach:              |    |                            |
| Hein Vanhaezebrouck |    |                            |